# Mike Morris
Pour les articles homonymes, voir Morris.
Mike Morris (né le 14 juillet 1983 à Braintree, dans l'État du Massachusetts aux États-Unis) est un joueur professionnel américain de hockey sur glace.

## Carrière de joueur
Il est choisi au premier tour du repêchage de la LNH 2002 par les Sharks de San José. Il passe ensuite quatre saisons dans la NCAA durant lesquelles il est sélectionné dans l'équipe des recrues de l'année en 2003 et la deuxième équipe d'étoiles en 2005. En 2007, il devient professionnel et rejoint le club école de San José, les Sharks de Worcester dans la Ligue américaine de hockey, mais ne joue que 26 matchs avant de prendre sa retraite.

## Statistiques
| Saison    | Équipe                  | Ligue |    | Saison régulière | Saison régulière | Saison régulière | Saison régulière | Saison régulière |   | Séries éliminatoires | Séries éliminatoires | Séries éliminatoires | Séries éliminatoires | Séries éliminatoires |
| Saison    | Équipe                  | Ligue | PJ | B                | A                | Pts              | Pun              | PJ               | B | A                    | Pts                  | Pun                  |                      |                      |
| 2002-2003 | Huskies de Northeastern | NCAA  | 26 | 9                | 12               | 21               | 16               | -                | - | -                    | -                    | -                    |                      |                      |
| 2003-2004 | Huskies de Northeastern | NCAA  | 34 | 10               | 20               | 30               | 14               | -                | - | -                    | -                    | -                    |                      |                      |
| 2004-2005 | Huskies de Northeastern | NCAA  | 34 | 19               | 20               | 39               | 24               | -                | - | -                    | -                    | -                    |                      |                      |
| 2006-2007 | Huskies de Northeastern | NCAA  | 20 | 7                | 11               | 18               | 22               | -                | - | -                    | -                    | -                    |                      |                      |
| 2007-2008 | Sharks de Worcester     | LAH   | 9  | 1                | 1                | 2                | 2                | -                | - | -                    | -                    | -                    |                      |                      |
| 2008-2009 | Sharks de Worcester     | LAH   | 17 | 5                | 6                | 11               | 6                | -                | - | -                    | -                    | -                    |                      |                      |